# Rima Agatharchides
La Rima Agatharchides è una struttura geologica della superficie della Luna.